# Kalian-e Olya
Kalian-e Olya (tiếng Ba Tư: كاليان عليا, cũng được Latinh hóa thành Kālīān-e 'Olyā, và Kālyān-e' Olyā; còn được gọi là Kāleyān-e Bālā, Kālīān, Kāliān Bālā, và Kālīān-e Bālā) là một ngôi làng ở Quận nông thôn Poshtdarband, thuộc Quận trung tâm của Quận Kermanshah, Tỉnh Kermanshah, Iran. Tại cuộc điều tra dân số năm 2006, dân số của ngôi làng này là 210 người trong 41 gia đình.